# Augenringwaldsänger

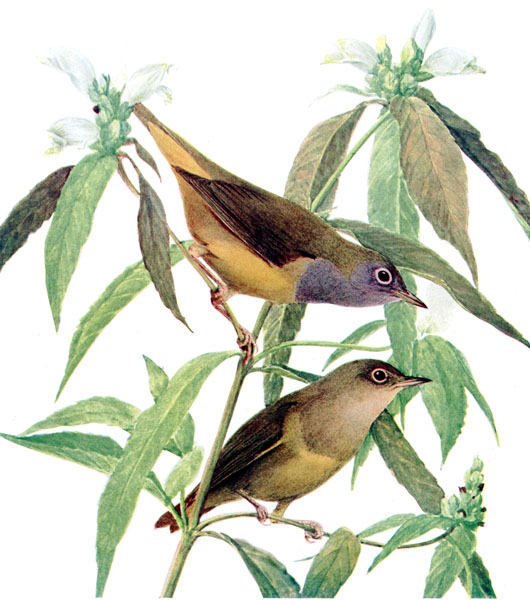
Augenringwaldsänger, Illustration: Oben Männchen, unten Weibchen

Verbreitungsgebiet des Augenringwaldsängers:
Brutgebiete
Überwinterungsgebiete

Der Augenringwaldsänger (Oporornis agilis) ist ein kleiner Vogel aus der Familie der Waldsänger (Parulidae) und die einzige Art in der Gattung Oporornis. Früher gehörten auch der Kentuckygelbkehlchen, Graukopf-Waldsänger und der Dickichtwaldsänger zu dieser Gattung, werden jetzt aber der Gattung Gelbkehlchen (Geothlypis) zugeordnet.
Der Augenringwaldsänger hat ein olivgrünes Oberseitengefieder und ein stumpfes gelbes Unterseitengefieder. Bei dem Männchen ist der Kopf, die Kehle und der obere Brustbereich grau; bei dem Weibchen sind diese Stellen bräunlich. Um die Augen tragen sie einen weißen Augenring und ihre Schnäbel sind dünn und spitz. Ihre Beine haben eine leichte rosa Färbung.
Sie ernähren sich überwiegend von Insekten. Selten werden Beeren und Sämereien aufgenommen.
Das schalenförmige Nest wird auf dem Boden oder dicht über dem Boden in einem Busch oder Strauch erbaut. Als Nistmaterial werden Gräser, Blätter und weitere pflanzliche Fasern genutzt. Ein Gelege besteht aus vier bis fünf weißen, braun gefleckten Eiern.
Benannt wurde der etwa 14 Zentimeter große, scheue Vogel mit der englischen Bezeichnung Connecticut Warbler nach dem Ort seiner Entdeckung in Connecticut. Er ist jedoch nur selten während der Wanderung in Connecticut vorzufinden. Das Verbreitungsgebiet in der Brutzeit erstreckt sich vom Süden in Kanada über Nordamerika bis Zentralamerika. Bevorzugt brüten sie in der Nähe von Sümpfen oder in Laubwäldern nahe einem Gewässer. Ihre Überwinterungsgebiete befinden sich im Norden von Südamerika.